# Asteroide cruzador de Netuno

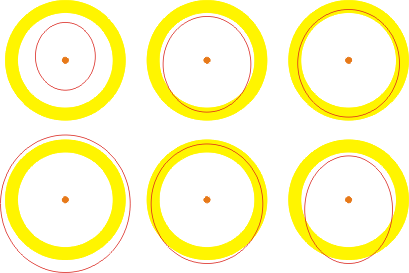
Diagrama exibindo diferentes órbitas de asteroides. A faixa amarela representa a órbita de Netuno; a linha vermelha representa a órbita do asteroide, como se segue:
• Interna: esquerda, acima
• Interior: centro, acima
• Coorbital (Asteroide troiano): direita, acima
• Externa: esquerda, abaixo
• Exterior: centro, abaixo
• Cruzadora: direita, abaixo.

Um asteroide cruzador de Netuno é um corpo menor que atravessa a órbita de Netuno. O planeta anão Plutão é o exemplo mais massivo desta classe de objetos.
Os cruzadores de Netuno conhecidos (até 2005) são:

## Lista
- 5145 Folo
- 7066 Nesso
- 10370 Hilónome
- (15788) 1993 SB
- (15820) 1994 TB
- (15875) 1996 TP66
- (19299) 1996 SZ4
- (20161) 1996 TR66
- 20461 Dioretsa
- (26308) 1998 SM165 ‡
- 28978 Íxion ‡
- (29981) 1999 TD10
- (32929) 1995 QY9
- (33128) 1998 BU48
- (33340) 1998 VG44
- 38628 Huya
- (42355) 2002 CR46
- (44594) 1999 OX3
- (47932) 2000 GN171
- 52975 Cilaro
- (54520) 2000 PJ30
- (55576) 2002 GB10
- (55638) 2002 VE95
- (60608) 2000 EE173
- (65407) 2002 RP120
- (65489) 2003 FX128
- (73480) 2002 PN34
- (78799) 2002 XW93
- (84719) 2002 VR128
- (87269) 2000 OO67
- (87555) 2000 QB243
- (88269) 2001 KF77
- (134340) Plutão